# Württembergische Landesbühne Esslingen

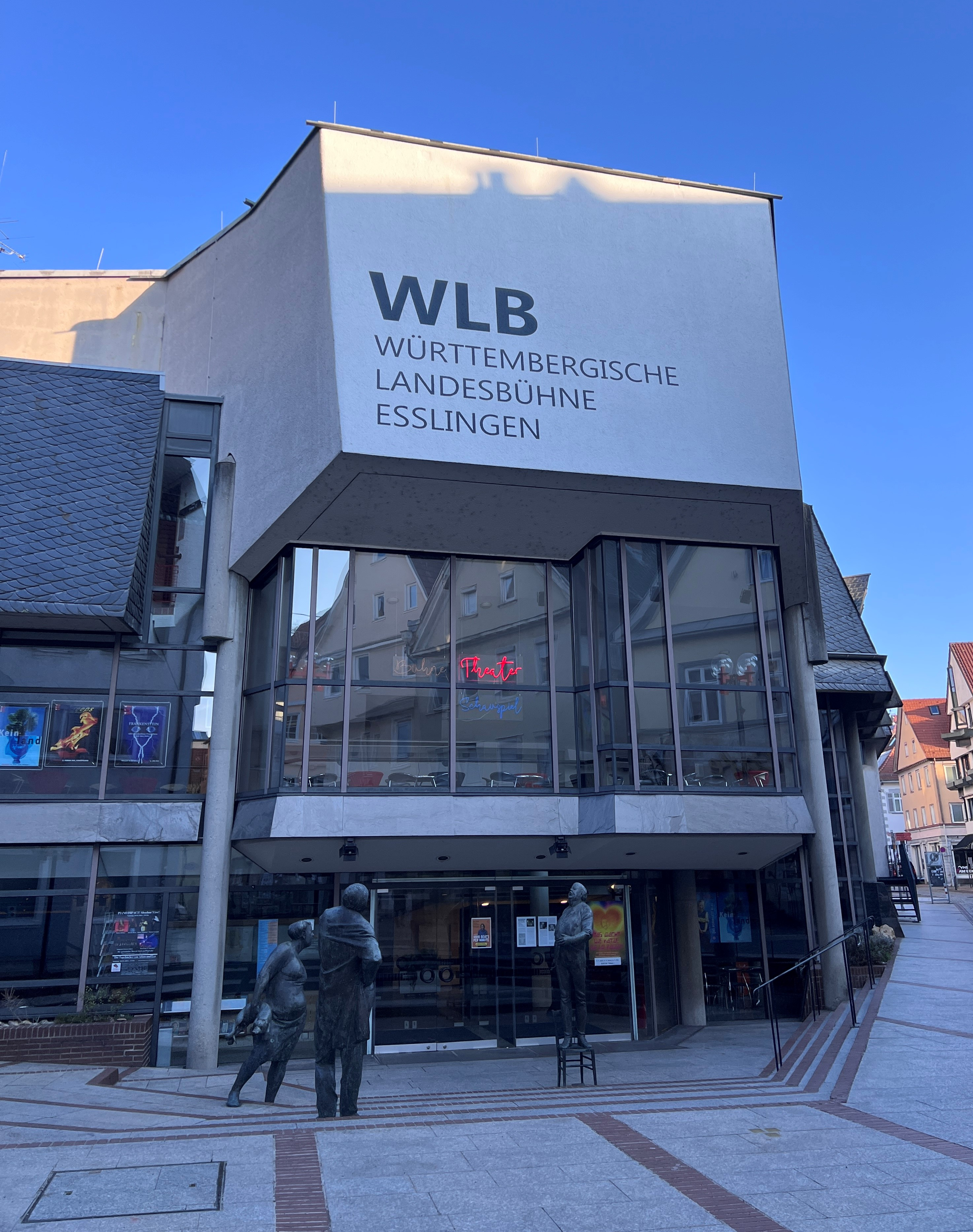
Vista del teatro "Württembergische Landesbühne" en Esslingen

La Württembergische Landesbühne Esslingen (WLB Esslingen)  es un teatro  con sede en Esslingen am Neckar que cuenta con una larga tradición. Como teatro regional, el WLB está obligado a presentar alrededor de la mitad de sus representaciones fuera de su sede principal y a llegar a un amplio público en diversas regiones. 

#### La historia
Primeras actividades teatrales en Esslingen
El primer escenario permanente se construyó en la antigua capilla de Aegidien de Esslingen en 1804. En 1864 se inauguró un nuevo escenario en un antiguo granero reconvertido, que sirvió como teatro de la ciudad durante más de 100 años y tenía capacidad para 644 personas. De 1900 a 1925, el teatro estuvo dirigido por Mathilde Erfurth, que ofrecía un variado programa de óperas, operetas y obras de teatro. Debido a dificultades económicas, el teatro cerró temporalmente en 1925.

#### De la Volksbühne a la Landesbühne
En 1919 se fundó la Schwäbische Volksbühne, un teatro ambulante cuyo objetivo era acercar el teatro a la población rural. Fue financiado por el Estado de Wurtemberg y el industrial Robert Bosch. Después de que el teatro municipal de Esslingen fuera renovado y reabierto en 1926, se convirtió en la sede principal de la Württembergische Volksbühne, que siguió actuando en muchas otras ciudades.
En 1933, el teatro fue reestructurado para convertirse en la Württembergische Landesbühne. Tras cerrar en 1944 debido a la guerra, el WLB fue el primer teatro de Alemania en recibir permiso para reanudar las representaciones en 1945.

#### Posguerra y modernización
En las décadas posteriores a la Segunda Guerra Mundial, varios directores artísticos ayudaron a dar forma a la Württembergische Landesbühne. En 1981, se fundó una sección independiente para teatro infantil y juvenil, conocida como la Junge WLB. En 1982, la WLB se trasladó a un nuevo edificio teatral con un gran auditorio para 461 espectadores y varios escenarios más pequeños.
La WLB adquirió especial relevancia con Friedrich Schirmer (1985-1989), que atrajo la atención nacional con estrenos mundiales y conceptos innovadores. En 1998, una iniciativa ciudadana evitó con éxito el cierre del teatro. Desde entonces, la WLB ha seguido consolidando su posición como institución cultural.

#### La Württembergische Landesbühne en la actualidad
La Württembergische Landesbühne presenta unas veinte nuevas producciones cada temporada, entre las que hay obras de teatro clásico, contemporáneo  y musical. Las representaciones anuales al aire libre en el casco antiguo de Esslingen son un acontecimiento muy esperado.
Como teatro regional, la WLB actúa en Esslingen y en muchas otras ciudades de Baden-Wurtemberg, Baviera, Suiza y Liechtenstein. Más de 100 000 personas asisten a sus representaciones cada año, y muchos niños y jóvenes se benefician de la oferta de teatro educativo de la Junge WLB. En 2019, la WLB celebró su centenario con una nueva producción de Kabale und Liebe, de Friedrich Schiller.
A partir de la temporada 2024/25, Marcus Grube es el director general de la Württembergische Landesbühne Esslingen.

#### Directores:
Ernst Martin (1919–1922)
Adolf Barth (1922–1924)
Herbert Maisch (1924–1926)
Hans Herbert Michels (1926–1932)
Otto Schwarz (März–Mai 1933)
Gottfried Haaß-Berkow (1933–1953)
Wilhelm List-Diehl (1953–1963)
Joachim von Groeling (1963–1970)
Elert Bode (1970–1976)
Achim Thorwald (1976–1985)
Friedrich Schirmer (1985–1989)
Jürgen Flügge (1989–1993)
Heidemarie Rohweder (1993–1998)
Peter Dolder (1998–2004)
Manuel Soubeyrand (2004–2014)
Friedrich Schirmer (2014–2019)
Friedrich Schirmer und Marcus Grube (2019–2024)
Marcus Grube (desde septiembre de 2024)